# Chīr Kandī
Chīr Kandī (persiska: چیر کندی) är en ort i Iran.   Den ligger i provinsen Västazarbaijan, i den nordvästra delen av landet, 700 km nordväst om huvudstaden Teheran. Chīr Kandī ligger 1 687 meter över havet och antalet invånare är 187.
Terrängen runt Chīr Kandī är kuperad åt nordost, men åt sydväst är den bergig. Runt Chīr Kandī är det ganska tätbefolkat, med 75 invånare per kvadratkilometer. Närmaste större samhälle är Qarah Ẕīā' od Dīn, 11,9 km norr om Chīr Kandī. Trakten runt Chīr Kandī består i huvudsak av gräsmarker.